# 188
188（一百八十八）是187與189之間的自然數。

## 數學領域
- 合數，正因數有1、2、4、47、94和188。
質因數分解為{\displaystyle 2^{2}\times 47}。
- 虧數，真因數和為148，虧度為40。
- 不尋常數，大於平方根的質因數為47。
- 第99個十进制的奢侈數。前一個為187、下一個為190。
- 第10個不可及數。前一個為162、下一個為206。
- 第29個快樂數。
- 第28個非歐拉商數。
- 可表示為二個平方數的差：48 2 (2304)– 46 2 (2116)
- 第9個不可及數（Untouchable number）。
- 4階半群的個數[1]。
- 相反數-188為殭屍數，即位數和（首位含負號）的平方與自身的和大於零的負數，即{\displaystyle {{-{188}}+{{\left({{{-{1}}+{8}}+{8}}\right)}^{2}}}=37}。前一個為-189，後一個為-187（OEIS數列A328933）。

## 其他領域
- 東方188商場， 香港灣仔區一個玩具商場(以懷舊玩具為主)
- 188是中国电信行业重组后，发放给中国移动的用户号码首3位，与中国电信的「189」常成为人们讨论的话题。
- 188是 日本消費者熱線電話。